# Good Angels Košice
Good Angels Košice (Slowaaks: Dobrí anjeli Košice) is een bekend vrouwenbasketbalteam in Košice.
Good Angels Košice werd opgericht in 2001. Het draagt de naam van een Non-profit, charitatieve instelling Dobrý anjel, dat Goede engel betekent. Het vrouwenbasketbalteam won in 2013 de Central European Basketball League Women.

## Verschillende sponsornamen
- 2001-2002: Delta Termostav-Frost Košice
- 2002-2003: Delta VODS Košice
- 2003-2006: Delta ICP Košice
- 2006-2007: K CERO VODS Košice
- 2007-2008: KOSIT 2013 Košice
- 2008-2009: Maxima Broker Košice
- 2009-heden: Good Angels Košice

## Erelijst
- Landskampioen Slowakije: 15
  - Winnaar: 2003/2004, 2004/05, 2005/06, 2006/07, 2007/08, 2008/09, 2009/10, 2010/11, 2011/12, 2012/13, 2013/14, 2014/15, 2015/16, 2016/17, 2017/18
  - Tweede: 2002/03

- Bekerwinnaar Slowakije: 13
  - Winnaar: 2003, 2004, 2007, 2008, 2009, 2010, 2011, 2012, 2013, 2014, 2015, 2016, 2018
  - Runner-up: 2017

- Central European Basketball League Women: 2
  - Winnaar: 2013, 2014

## Bekende (oud)-coaches
- Maroš Kováčik

## Bekende (oud)-spelers
| - Iveta Bieliková (2005–2005) - Katarína Hricková (2008–2012) - Luisa Michulková (−2008,2009–2010) - Alena Kováčová (−2010) - Zuzana Žirková (2010–2012) - Ivana Jalčová (−2011) - Daniela Číkošová (−2011) - Jana Čarnoká (−2012) - Erin Lawless (2009–2012) - Lucia Kupčíková (−2014) - Janka Minčíková (2007-2009,2014-2015) - Kelly Mazzante (2006–2007) - Janel McCarville (2006–2008) - Cathrine Kraayeveld (2008–2009) - Angel McCoughtry (2009–2010) - Candice Dupree (2010–2011) - Charde Houston (2010–2011) - Ashley Shields (2011–2011) - Crystal Langhorne (2011–2011,2014-2014) - Kayla Pedersen (2011–2012) - Danielle McCray (2011–2012) - Riquna Williams (2012–2012) - A'dia Mathies (2013–2013) - Plenette Pierson (2012–2014) - Jia Perkins (2014–2014) - Lynetta Kizer (2014–2014) - Sugar Rodgers (2015–2015) | - Miljana Bojović (2010-2014) - Marina Solopova (2011–2011) - Natalja Vieru (2011–2012) - Helena Sverrisdóttir (2011–2013, 2018) - Petra Kulichová (2012–2013) - Natasha Lacy (2012–2013) - Allie Quigley (2012–2013) - Alena Levtsjanka (2013–2014) - Farhiya Abdi (2013–2014) - Erin Phillips (2014–2015) - Tijana Krivacevic (2012–2015) |